# Philus ophthalmicus
Philus ophthalmicus es una especie de escarabajo longicornio del género Philus, tribu, Philini, orden, Coleoptera. Fue descrita por Pascoe en 1886.

## Descripción
Mide 17-30 mm de longitud.

## Distribución
Se distribuye por Malasia e Indonesia.